# 聯邦規則彙編
联邦规则汇编（英語：Code of Federal Regulations）是由美国联邦政府执行部门的联邦公报发布的一般性和永久法律法规的汇编，通过不同的主题把联邦规则分为50个主题。
联邦规则汇编的年册是一般性和永久法律的汇编，由联邦公报办公室（属于国家档案和记录管理局）和政府发布办公室出版。除了年册，联邦规则汇编每天还在网站上发布非官方格式的更新。

## 腳註
1. ↑  . FDsys - US Government Publishing Office Federal Digital System.   [2014-05-23]. （原始内容存档于2014-07-19）.

## 深入阅读
- . Office of the Federal Register.   [2015-07-10]. （原始内容存档于2015-07-10）.